# OU-536

## Introducción
La OU-536 es una carretera perteneciente a la Red Complementaria de la Junta de Galicia (véase https://www.xunta.gal/dog/Publicados/2021/20210708/AnuncioG0533-300621-0001_es.html) . Hasta enero de 2003 era conocida como C-536, y unía las localidades de Rúa y Orense por Puebla de Trives.
La Junta de Galicia llevó a cabo una redenominación de sus carreteras en 2003 (siguiendo la política de racionalización de sus viales, que no habían prácticamente mudado su denominación desde las transferencias de 1982) pasando a ser la OU-536, uniendo ahora dicho vial de la Red Primaria Básica, Orense con Puebla de Trives.

## Breve Historia
La OU-536 fue trazada en la década de 1850 (Real Orden de 12 de diciembre de 1852 que ordena su construcción), construyéndose para ello numerosos puentes y pasos superiores de arco en sillería (muy comunes en la época), y aprovechando antiguos puentes romanos como el puente Bibey (Puebla de Trives) y el de puente de la Cigarrosa (Petín). 
En un principio, dicha infraestructura era la carretera de Segundo Orden Ponferrada-Orense, y posteriormente fue la N-120 (Logroño-Vigo, tramo Ponferrada-Orense) a partir de 1941 (tras la Instrucción de Carreteras o plan Peña). Era el Acceso Centro a Galicia oficialmente hasta la década de 1970 (pues el Plan de Accesos a Galicia de 1970, decidió la construcción de un nuevo acceso central en el que no se contemplaba el trazado entre Rúa y Orense por Puebla de Trives), y vía de comunicación principal entre Rúa y Orense hasta el año 1993 (cuando la carretera N-120 fue terminada en su totalidad).
Una vez asumida por la Junta de Galicia, lo hizo con el nombre de N-120. Pero para evitar duplicidades entre la nueva carretera estatal N-120 (que estaba construida entre Villa Martín de la Abadía y Ferreira de Pantón) y la autonómica N-120 entre Rúa y Orense por Puebla de Trives mudó su nomenclatura a C-536 (caso contrario, por ejemplo al de la N-540 entre Orense y Portugal por Celanova; que al no disponer de una carretera paralela con la misma denominación, mantuvo su nombre original, aun siendo autonómica).
Ello, la adopción de la nomenclatura C-536, fue para indicar que se trataba de una continuación autonómica de la vieja carretera N-120 entre Ponferrada y Rúa, que adoptó la denominación de N-536 en 1985, con la inauguración del tramo de la nueva N-120 entre Villa Martín  de la Abadía y Rúa.
Ha de reseñarse que el Acceso Centro a Galicia contemplado en 1970 no estuvo completamente terminado hasta el año 1993 (tramo de la N-120 Ferreira de Pantón-Los Peares).

## Tramificación de la N-120 antigua entrePonferradayOrense
| Denominación | Tramo                            | Titularidad |
| ------------ | -------------------------------- | ----------- |
| N-536        | Ponferrada - San Miguel de Otero | estatal     |
| OU-603       | San Miguel de Otero - Rúa        | autonómica  |
| OU-533       | Rúa - Freixido                   | autonómica  |
| OU-636       | Freixido - Puebla de Trives      | autonómica  |
| OU-536       | Puebla de Trives - Orense        | autonómica  |

## Obras en la Carretera N-120 (tramo objeto de interés)
En la década de 1960 (sobre todo en 1965 y en 1966) fueron estabilizados algunos terraplenes y desplazada la traza del vial debido al hundimiento de muros antiguos en los términos municipales de Castro Caldelas y Puebla de Trives (significativa es la actuación en el entorno del PK 82, en la actual OU-636, en zona próxima a la comúnmente conocida como 'curva del espejo' sentido Puebla de Trives); así como ensanchada su traza en numerosos puntos (significativa es la actuación en el tramo Puebla de Trives-Laroco). Asimismo, se procedió al pintado de marcas viales en el firme de la carretera.
La OU-536 (N-120) no fue contemplada por el Plan REDIA de 1967, y no se produjo un acondicionamiento del trazado en alzado y en planta hasta mediada la década de 1980, en el tramo que discurre desde Castro Caldelas hasta Esgos, como N-120 todavía (por esa época se estaba construyendo la actual N-120 entre Toral de los Vados y El Barco de Valdeorras, y el tramo entre Rúa y Monforte de Lemos estaba operativo, como N-120 también, aunque de titularidad estatal).

## Obras recientes
En el año 1994, la OU-536 (comarcal 536) se ampliaba a 3 carriles (con inclusión de carril-bici) y se acondicionaba geométricamente hasta una velocidad de proyecto de 80km/h en el tramo que discurre desde Orense hasta A Derrasa. 
En 1996 finalizaban las obras de acondicionamiento geométrico del tramo Castro Caldelas-Alto de Cerdeira (obras realizadas por OTECA S.A.); y en 1997 finalizaban las obras del acondicionamiento geométrico del tramo Alto de Cerdeira-Puebla de Trives, ejecutadas por Arias Hermanos S.A.
Es una carretera que últimamente ha tenido mejoras de seguridad vial y señalización vertical hasta el pueblo de Junquera de Espadañedo desde Orense. La señalización vertical desde dicho punto hasta la finalización de la carretera es manifiestamente mejorable. Su trazado es aún muy sinuoso en numerosos tramos, como el que discurre desde Junquera de Espadañedo hasta O Alto do Rodicio (Maceda).

## Proyectos de mejora
Consultora e Ingeniería Internacional (CIISA), compañía con sede en la ciudad de La Coruña está redactando un proyecto de adecuación del trazado de la OU-536 a la norma de la Instrucción de Carreteras 3.1-IC, así como la mejora en la seguridad vial y supresión de pasos estrechos (puente sobre el embalse del río Mao); e incremento de la velocidad de proyecto en el tramo Esgos-Puebla de Trives. Hay numerosas presiones de colectivos de las comarcas que atraviesa la OU-536 para que sea adaptada a un corredor rápido; mejorándose notablemente el trazado en alzado y en planta (similar a los de una autovía), aunque con una sola calzada para los dos sentidos de circulación; pero evitando el paso de poblaciones. 

## Marco Institucional
En 1982 fue integrada en la Red de Carreteras Autonómicas de Galicia, aún con la denominación de N-120. En 1987, (BOE 30 noviembre) pasó a ser denominada C-536, siendo la ruta de la actual OU-536 una ruta secundaria y deficitaria con respecto a la nueva N-120, que discurre a partir de entonces por las localidades del sur lucense de Monforte de Lemos y Quiroga.
- Inicio: Campus Universitario de Orense
- Finalización: Piscinas Municipales de Puebla de Trives